# 소니 뮤직 어소시에이티드 레코드
소니 뮤직 어소시에이티드 레코드(일본어: ソニー・ミュージックアソシエイテッドレコーズ 소니 뮤짓쿠 아소시에이티도 레코즈[*],  Sony Music Associated Records)는 일본의 소니 뮤직 엔터테인먼트(SMEJ) 산하의 레코드 레이블이다.

## 역사
1998년 4월, 'SMEJ Associated Records'로 설립. 초기 레이블명 표기는 "Sony Music Entertainment (Japan) Inc."뿐이며, 명확한 레이블 표기가 실시된 것은 1999년경부터이다.
판매원은 SME 인터미디어에 위탁되어 있었으나, 1999년 4월부터 소니 뮤직 엔터테인먼트에 이관되었다.
마루야마 시게오는 '프로듀서즈 레이블' '코무로 테츠야, 코바야시 타케시와 같은 거물급 프로듀서를 초대해 각자 원하는 레이블을 전개한다'는 컨셉을 가지고, 사운드 제작 이외에도 아티스트 선정, 미디어 출연처 매니지먼트 등 다양한 권한을 부여했지만, 그 전략이 역효과를 불러일으켜 프로듀서와 아티스트의 활동 정체를 초래했다. 그 결과 소니 뮤직 엔터테인먼트는 1999년 3월기에 상장 이후 처음으로 영업적자를 기록했다.
2001년 10월, 소니 뮤직 엔터테인먼트의 제작 부문에서 주식회사 소니뮤직 어소시에이티드 레코드(Sony Music Associated Records Inc.)로 소니 뮤직 재팬 인터내셔널, 소니 뮤직 레코드, 큔 레코드, 에픽 레코드 재팬과 함께 분리되었다.
2014년 4월 1일, 소니 뮤직 레코드가 레이블 비즈니스 그룹의 7개사를 흡수 합병하여 주식회사 소니 뮤직 레이블스가 출범했다. 소니 뮤직 어소시에이티드 레코드는 이 회사의 사내 레이블이 되었다.
규격 품번의 AI는 'Associated'의 A와 I에서 따온 것으로, 4번째 로마자는 다른 레이블과 마찬가지로 L이지만 설립 초기부터 주식회사 소니 뮤직 어소시에이티드 레코즈로 분리되기 전까지는 T였다. 또한 로고마크는 중앙의 S는 'SMEJ' 및 'Sony Music', 왼쪽의 A는 'Associated', 오른쪽의 R은 'Records'에서 따온 것이다.